# Storm (bande dessinée)
Pour les articles homonymes, voir Storm.

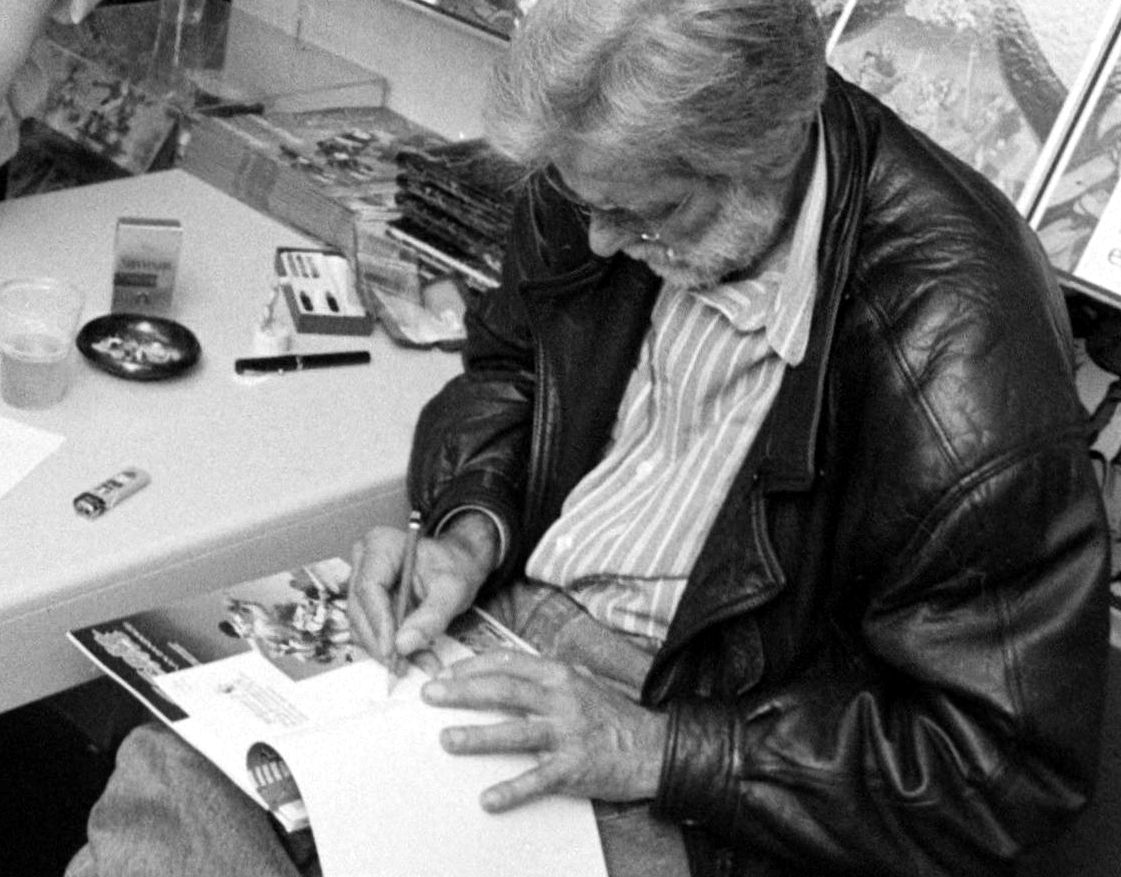
Don Lawrence signant un album de Storm, 1990

Storm est une série de bande dessinée mélangeant science-fiction et heroic fantasy, publiée en néerlandais chez Oberon à partir de 1978, avant d'être traduite en français par Glénat à partir de 1980.
- Scénario : Saul Dunn (tome 1), Martin Lodewijk (tomes 2, 10-22), Dick Matena (tomes 3-5), Kelvin Gosnell (tomes 6-8), Don Lawrence (tome 9)
- Dessins et couleurs : Don Lawrence

## Analyse
Les vingt-deux volumes de la série en néerlandais peuvent se diviser en deux parties. La première (9 tomes) se déroule à différentes époques d'une Terre post-apocalyptique où les anciennes terres émergées sont devenues inhabitables et où les hommes se sont réfugiés dans les anciennes profondeurs des océans qui ont disparu.
La seconde (13 tomes et toujours en cours) s'intitule Les Chroniques de Pandarve. Seuls une vingtaine de volumes ont été traduits en français. Ces chroniques sont situées dans un univers totalement différent constitué de mondes extra-planétaires gravitant autour d'un trou blanc.
Le style de l'histoire, à l'instar de Trigan, se fonde sur un décor de science-fiction dont les thèmes sont du plus pur space opera des années 1960, mais dont le développement tient plus du roman d'aventure voire de la fantasy. En particulier, la technologie cohabite et s'efface le plus souvent devant des outils antiques ou primitifs. Ceci permet de conserver l'intérêt d'un récit S.F. dont la représentation graphique des machines, ordinateurs et armes futuristes paraîtrait autrement aujourd'hui fortement datée.
La représentation du héros est également l'archétype du personnage du pilote / aviateur intrépide et vertueux, caractéristique d'une certaine époque (Buck Danny, Dan Dare…). Accompagnant le héros, Red Hair est un personnage dont la féminité de caractère est peu marquée ; cependant à ce point de vue la part de la femme est nettement plus présente que son équivalent dans l’Empire de Trigan et son incarnation nettement plus sexy.
Au niveau graphique, le style de Don Lawrence est caractéristique et immédiatement reconnaissable, bien qu'on puisse lui reprocher (en particulier sur la première partie) de manquer d'imagination et d'être un peu rigide ou théâtral. Celui-ci a cependant largement évolué dans la seconde partie.

## Albums

### En France
Les Chroniques du monde des profondeurs
1. Le Monde des profondeurs (1980)
2. La Dernière Sentinelle (1980)
3. Le Peuple du désert (1981)[1].
4. L'Enfer vert (1982)
5. Bataille pour la terre (1982)
6. Le Rayon nitron (1983)
7. La Légende d'Ygdrasil (1984)
8. La Cité des condamnés (1984)
9. La Mort rampante (1985)

Les Chroniques de Pandarve
1. Les Chroniques de Pandarve 1 (1985)
2. Les Chroniques de Pandarve 2 (1986)
3. Les Chroniques de Pandarve 3 (1987)
4. Les Chroniques de Pandarve 4 (1988)
5. Les Chroniques de Pandarve 5 (1988)

15-16. La Planète vivante / Vendal le destructeur (01/2007)
17/18. Le Monde qui tourne / Les Robots de Danderzei (01/2008)
19/20. Le Retour du prince rouge / La Machine Von Neumann (01/2009)
21/22. L’Équation de la genèse / Le Voyageur d’Armageddon (07/2010)

### Aux Pays-Bas
- 0. Gevangenen van de Tijd (publié en 1984, créé en 1976 sur un scénario de Vince Wernham)

De Kronieken van de Diepe Wereld
1. De Diepe Wereld (1978)
2. De laatste vechter (1979)
3. Het volk van de woestijn (1979)
4. De groene hel (1980)
5. De strijd om de aarde (1980)
6. Het geheim van de Nitronstralen (1981)
7. De legende van Yggdrasil (1981)
8. Stad der verdoemden (1982)
9. De sluimerende dood (1982)

De Kronieken van Pandarve
1. De piraten van Pandarve (1983)
2. Het doolhof van de dood (1983)
3. De Zeven van Aromater (1984)
4. De doder van Eriban (1985)
5. De honden van Marduk (1985)
6. De levende planeet (1986)
7. Vandaahl de Verderver (1987)
8. De wentelwereld (1988)
9. De robots van Danderzei (1990)
10. De terugkeer van de Rode Prins (1991)
11. De Von Neumann-Machine (1993)
12. De Genesis Formule (1995)
13. De Armageddon Reiziger (2001)
14. De Navel van de Dubbele God (2007)
15. De Bronnen van Marduk (2009)
16. Het Rode Spoor (2010)
17. De muiters van Anker (2011)
18. De Banneling van Thoem (à paraître)

## Publication

### Éditeurs
- Oberon : version originale
- Glénat : tomes 1 à 14 (première édition des tomes 1 à 14).
Contrairement à la série du même dessinateur l’Empire de Trigan, également publiée chez Glénat, les albums de Storm sont relativement difficiles à trouver d'occasion et la cote des albums est relativement élevée, en particulier pour les épisodes des Chroniques de Pandarve.
- Thot : tomes 15/16, 17/18, 19/20, 21/22 (tirages limités à 2000 exemplaires).
Ces volumes sont des albums doubles compilant les tomes 15 à 22. Ils correspondent à la réédition actuellement en cours existant uniquement en néerlandais et en anglais. Une édition française de ces 4 doubles volumes est sortie en 2007 chez le même éditeur sous les mêmes conditions de tirages limités.

### Documentation
- Patrick Gaumer, « Storm », dans Dictionnaire mondial de la BD, Paris, Larousse, 2010 (ISBN 9782035843319), p. 808.